# Galactic Energy
Galactic Energy (en chinois 星河动力) ou Beijing Xinghe Dongli Space Technology est une société chinoise qui développe une famille de lanceurs conçus pour placer en orbite basse des satellites de quelques centaines de kilogrammes à quelques tonnes. La société, dont le siège est à Pékin, a été créée en 2018. Son lanceur léger (350 kg) à propergol solide Ceres 1, dont le vol inaugural a eu lieu en décembre 2020, a effectué 11 vols entre 2020 et 2023. Elle développe par ailleurs le lanceur partiellement réutilisable baptisé Pallas-1 (4 tonnes en orbite basse) dont le premier vol est annoncé en 2024. La société fait partie des entreprises chinoises les plus dynamiques du secteur.

## Historique
La société Galactic Energy fait partie de la dizaine de start-up chinoises (parmi celles-ci, les plus connues sont OneSpace, LandSpace et iSpace) créées durant la décennie 2010 dans le but de se positionner sur le marché du lancement des petits satellites en développant une famille de micro-lanceurs. Ces créations font suite à la décision du gouvernement chinois prise en 2014 d'ouvrir ce secteur d'activité à la concurrence. Ces sociétés bénéficient d'une aide à la fois de l'agence nationale chargée de superviser les développements dans le domaine spatial (l'Administration d'État pour la Science, la Technologie et l'Industrie de la Défense nationale ou SASTIND) et du principal groupe industriel national impliqué dans le secteur spatial, la Société de sciences et technologies aérospatiales de Chine (CASC),.
Galactic Energy (Beijing Xinghe Dongli Space Technology) est créée en 2018 et fait partie de la seconde vague de ces start-up chinoises. La société a son siège à Pékin. Elle parvient rapidement à lever des fonds pour développer le lanceur léger Ceres-1 capable de placer 350 kilogrammes en orbite basse et développer en parallèle un lanceur de moyenne puissance (5 tonnes en orbite basse) partiellement réutilisable baptisé Pallas-1 qui doit effectuer son premier vol en 2024,. Pour propulser son lanceur, la société développe en interne le moteur à ergols liquides réutilisable Welkin de 50 tonnes de poussée brûlant un mélange de kérosène et d'oxygène liquide. Pour son lanceur Ceres-1, elle utilise des étages à propergol solide de 1,4 mètres de diamètre dont la poussée est comprise entre 15 et 60 tonnes (GS-1 à GS-3) et qui sont fournis par le spécialiste chinois du domaine AASPT. 
La société lance fin 2020 la construction à Jianyang nom loin de la ville de Chengdu (sud-ouest de la Chine) d'un établissement dans laquelle sont conçus et fabriqués ses moteurs-fusées à ergols liquides pour un investissement de 200 millions €.
Galactic Energy qui effectue habituellement ses tirs depuis la base de lancement de Jiuquan dans le désert de Gobi fait décoller sa fusée pour la première fois depuis une plateforme mobile en mer le 10 août 2023 au large de Haiyang dans la province de Shandong. C'est le premier constructeur de fusées privé à effectuer un lancement depuis la mer. La ville de Haiyang a développé un complexe de lancement comprenant une barge dédiée aux lancements qui a été utilisée par la Longue Marche 11 et sa jumelle Jielong-3 et qui devrait être également mis en oeuvre pour le lancement de la fusée Gravity-1. 
En décembre 2023, la société lève 140 millions d'euros (1,1 milliard de yuans) sur le marché financier pour le développement de son lanceur réutilisable Pallas 1. Le premier vol de cette fusée est prévu au troisième trimestre 2024 avec une première tentative de récupération du premier étage en 2025. 

## Opérations
La société effectue le premier vol de son lanceur Ceres-1 le 7 novembre 2020. La fusée place le satellite Tianqi 11 de 50 kg sur une orbite héliosynchrone. La fusée Ceres-1 est le deuxième lanceur chinois développé sur fonds privés à réussir une satellisation après Hyperbola-1,. 
Au cours des années 2021-2023, Ceres 1 est le lanceur chinois du secteur commercial le plus utilisé avec un lancement en 2021, deux lancements en 2022 et 7 lancements en 2023 (dont un échec). 